# Michaeliskirche (Hannover)

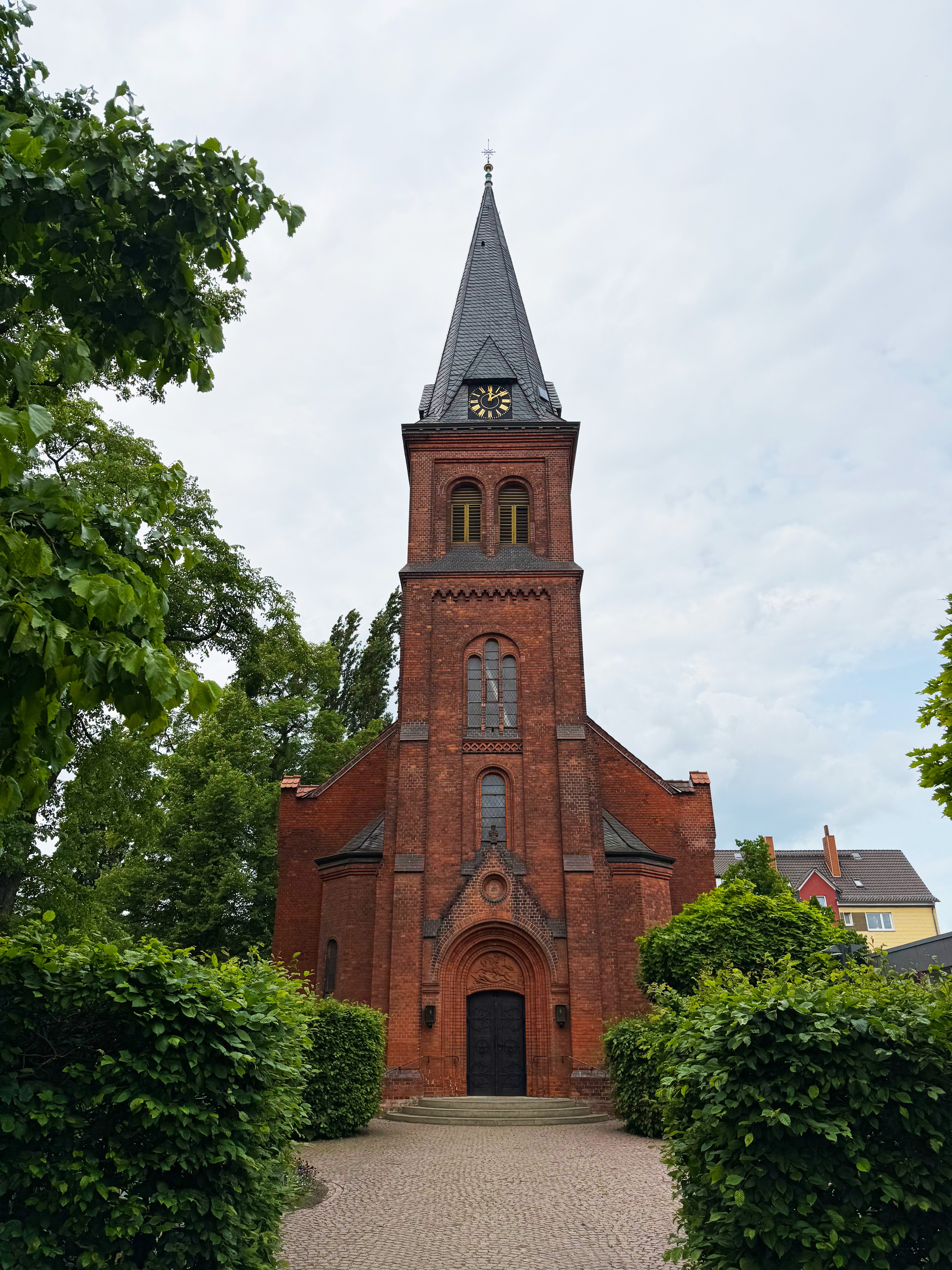
Michaeliskirche in Ricklingen

Die Michaeliskirche in Hannover ist der Kirchenbau der Evangelisch-lutherischen Kirchengemeinde Hannover-Ricklingen. Das neugotische Sakralgebäude an der Stammestraße wurde Ende des 19. Jahrhunderts errichtet und gilt als bedeutendes Bauwerk der Hannoverschen Schule.

## Geschichte

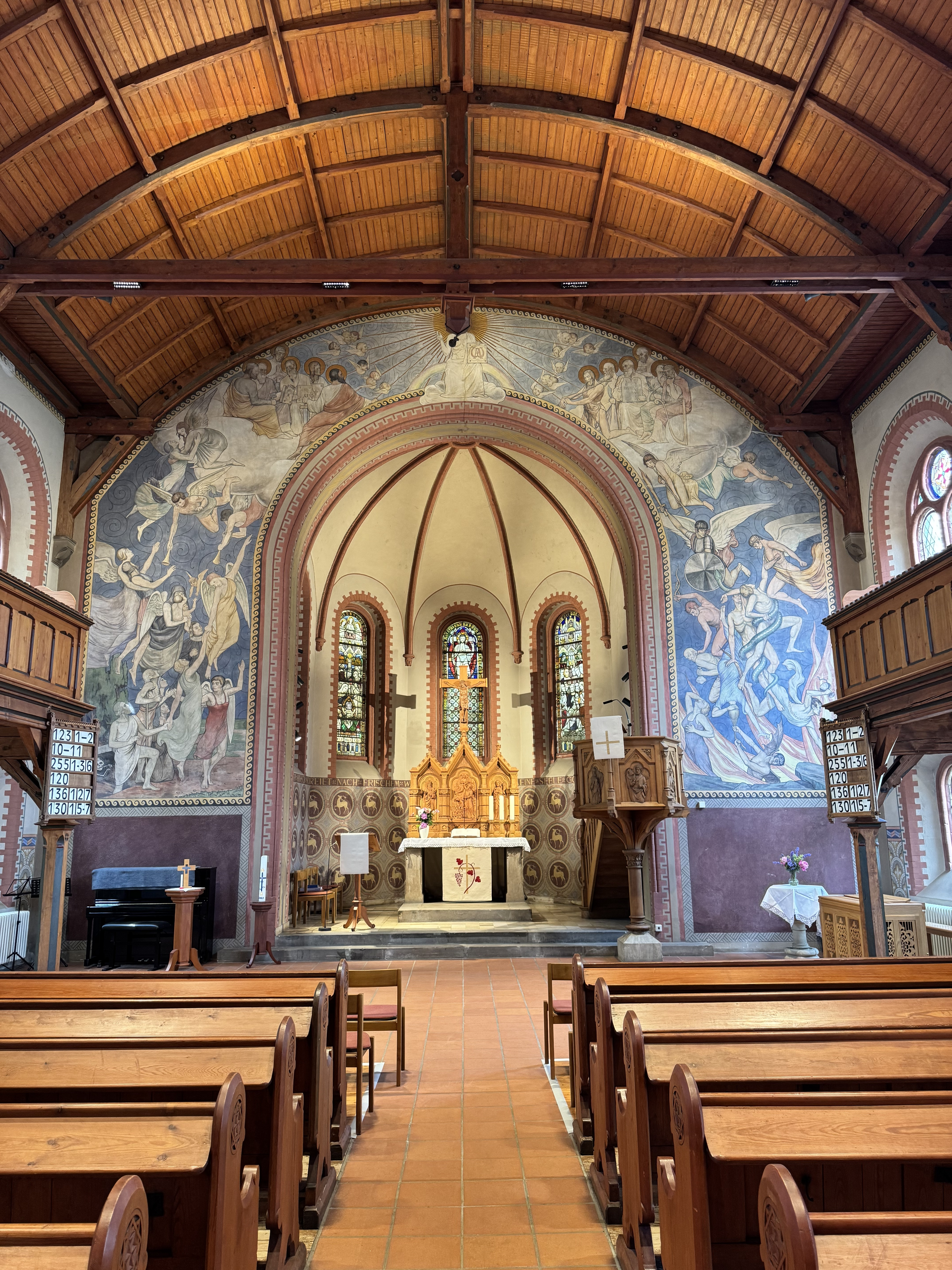
Innenraum (2025)

Die Michaeliskirche wurden nach Plänen des Architekten Fritz Knust in den Jahren von 1887 bis 1888 errichtet. Der Klinkerbau mit seinen Rundbogenfenstern bildet eine fünfachsige Saalkirche mit einem eingezogenen Fünfachtel-Chor.
Der nach Osten zur Stammestraße etwas zurückgesetzte Turm wurde mit einem hohen Pyramid-Helm gedeckt.

## Ausmalung
1906 wurde der aus Ricklingen stammende Maler Carl Grono mit der Ausmalung der Kirche beauftragt. Zum 50-jährigen Bestehen der Kirche wurde 1938 die gesamte Bemalung weiß überstrichen. Anschließend wurden auf der Stirnseite Sprüche aus der Bibel und der Namengeber der Kirche, der Erzengel Michael aufgemalt.
Während einer großen Renovierung in den Jahren 1981 bis 1982 wurde unterhalb des Anstriches überraschend die ursprüngliche Ausmalung Gronos wiederentdeckt und nach Absprache zwischen den damaligen Mitgliedern des Kirchenvorstands und den Denkmalpflegern der Urzustand der Kirche wieder hergestellt.

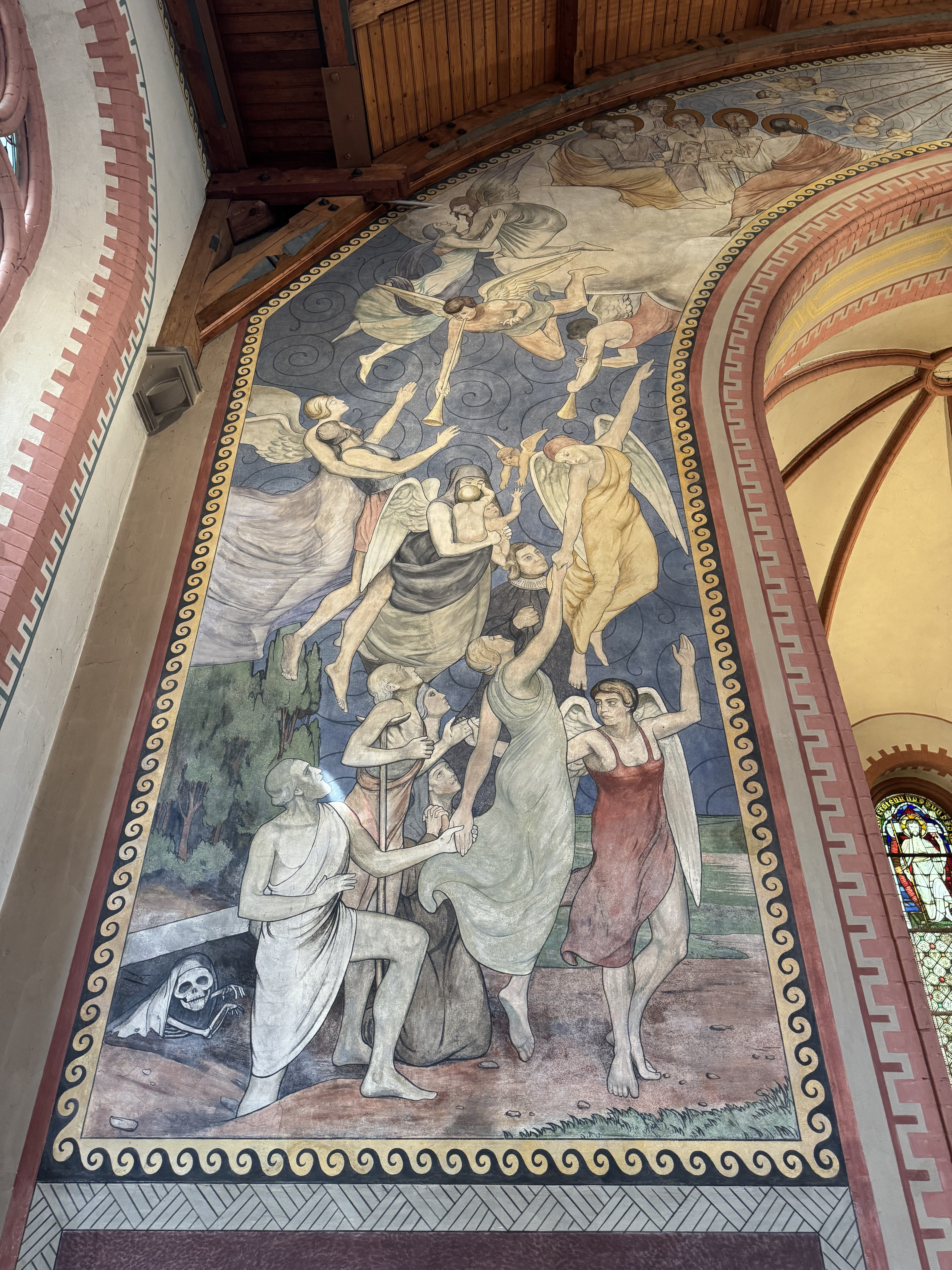
Ausmalung links neben dem Altarraum
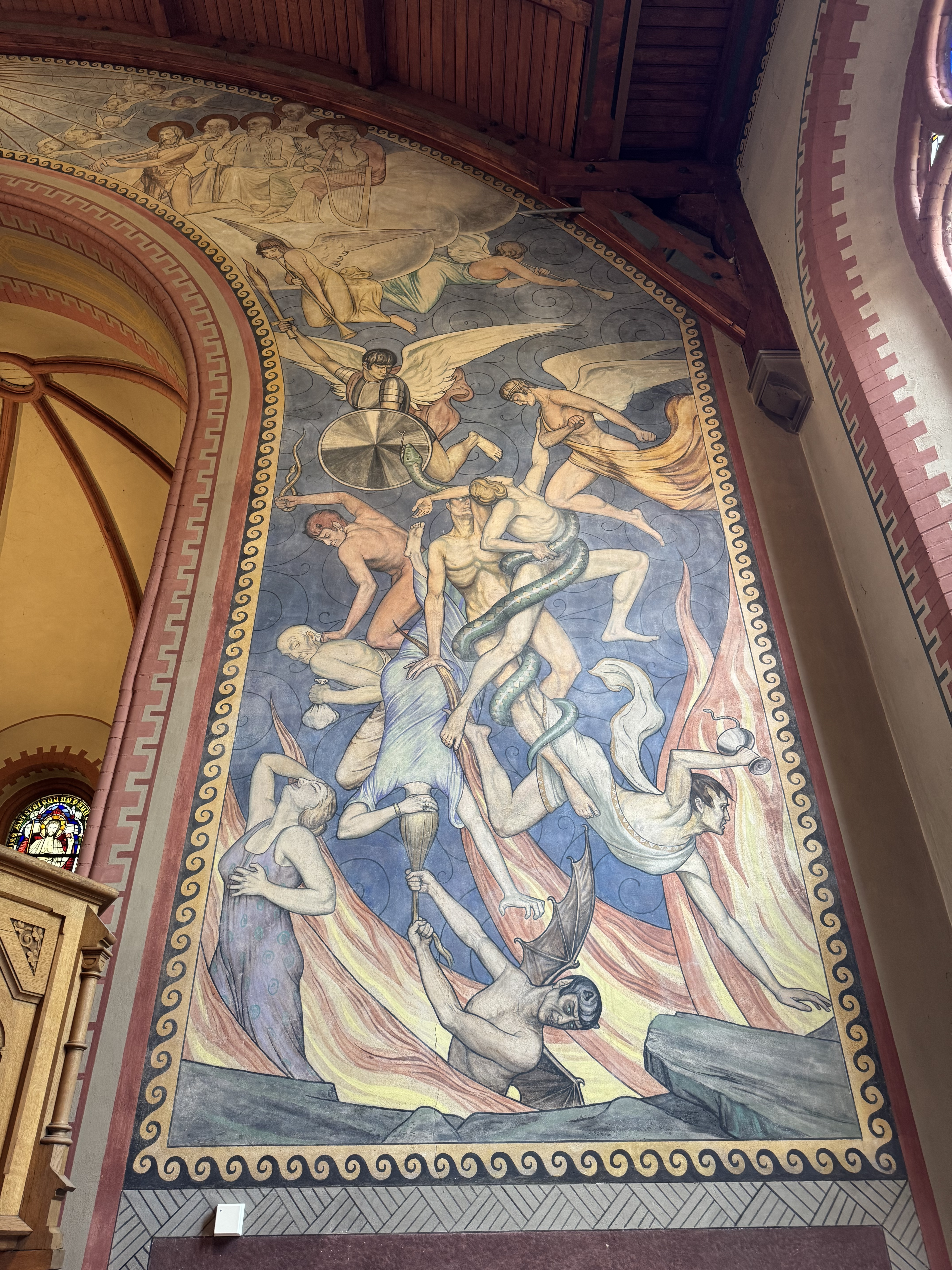
Ausmalung rechts neben dem Altarraum

## Orgel

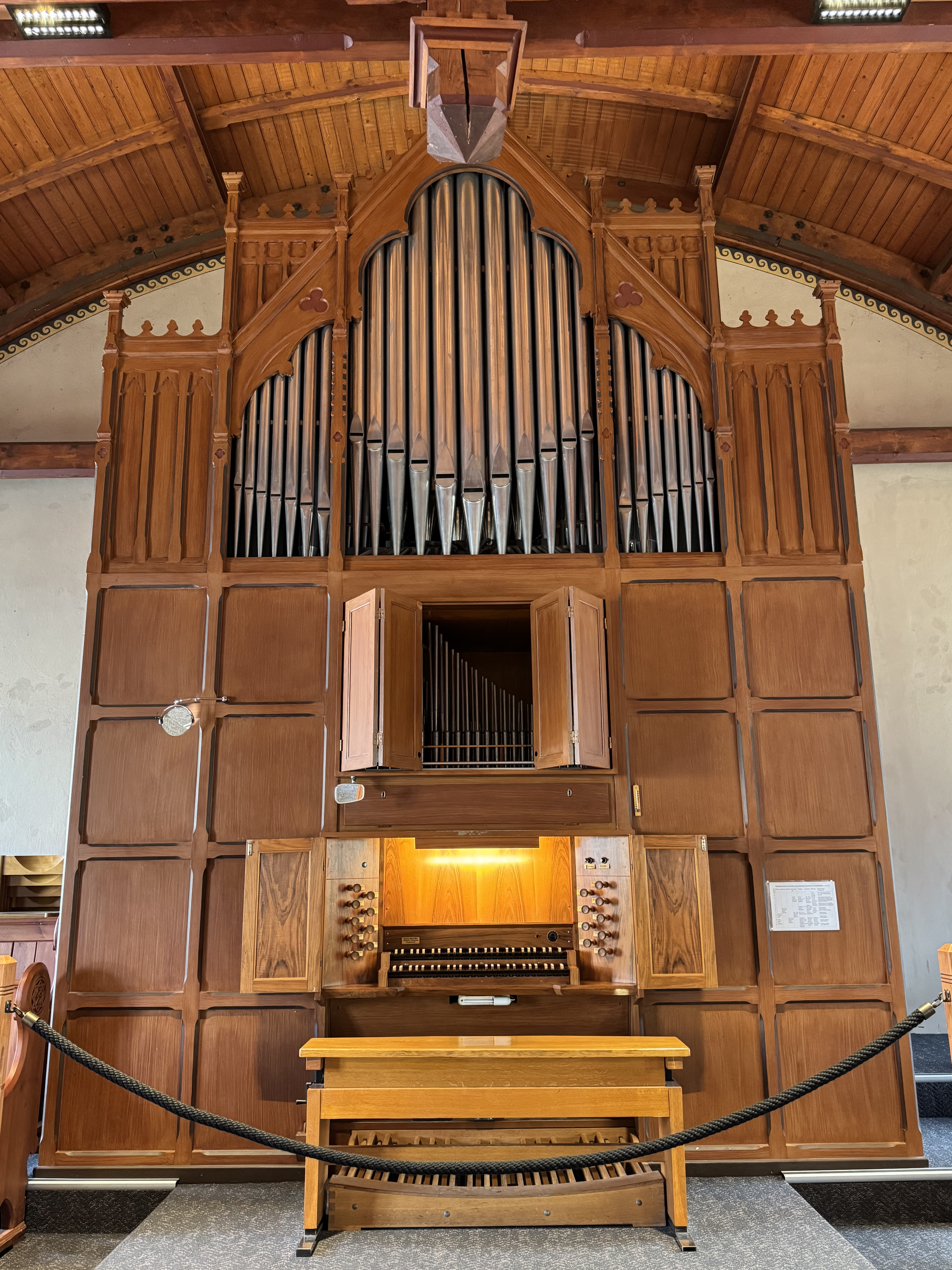
Orgel von 1971

Die Orgel wurde 1971 von der Orgelbauwerkstatt Schmidt & Thiemann (Hannover) erbaut und ersetze die Vorgängerorgel. 1975 fand eine Erweiterung der Orgel statt. 
Die Orgel besitzt 18 Register, verteilt auf zwei Manuale und Pedal. Die Spiel- und Registertrakturen sind mechanisch. Die Disposition lautet:
| I Hauptwerk C–g3 |     |
| Pommer           | 16′ |
| Prinzipal        | 08′ |
| M.-Gedackt       | 08′ |
| Oktav            | 04′ |
| Prinzipal        | 02′ |
| Mixtur IV-V      |     |

| II Brustwerk C–g3 |       |
| H.-Gedackt        | 08′   |
| Rohrflöte         | 04′   |
| Flachflöte        | 02′   |
| Quinte            | 1 ⁄3′ |
| Sesquialtera II   |       |
| Scharf III        |       |
| Krummhorn 08'     |       |
| Tremulant         |       |

| Pedal C–f1 |     |
| Subbaß     | 16′ |
| Gemshorn   | 08′ |
| Oktav      | 04′ |
| Mixtur III |     |
| Trompete   | 08′ |

- Koppeln: II/I, I/P, II/P (als Fußtritte)

Anmerkungen
1. ↑  Türen des Brustwerks über einen Schwelltritt schließbar
2. ↑  Repetition bei c0
3. ↑  Geschwindigkeit über einen Regler einstellbar

Des Weiteren verfügt die Michaeliskirche über eine Truhenorgel des Orgelbaumeisters Henk Klop aus dem Jahr 2005 mit fünf Registern (8', 4', 4', 2', 11/3') und angehängtem Pedal. Die Schleifen sind in Bass/Diskant geteilt (Teilung zwischen h0 und c1). Die Klaviatur ist um einen Halbton nach unten verschiebbar (für alte Stimmung auf 415 Hertz).

## Glocken
Im Kirchturm finden sich drei Glocken, von denen die älteste ursprünglich aus der Edelhofkapelle stammt und 1888 in die damals neu erbaute Kirche transloziert wurde. Diese Glocke wurde im Geburtsjahr von Martin Luther im Jahr 1483 gegossen und wird daher auch als Lutherglocke bezeichnet.
Die Vorgänger der beiden anderen Glocken wurden während des Ersten Weltkrieges zwecks Produktion von Waffen abgeholt und eingeschmolzen. Erst 1920 und 1956 konnten die beiden jüngeren Kirchenglocken diese Verluste ausgleichen.